# Jack Hamel
Jacobus Gerardus (Jack) Hamel (Kralingen, 24 november 1890 – Den Haag, 13 januari 1951) was een Nederlands kunstschilder en acteur.

## Leven
Hamel groeide op in de omgeving van Ede. Hij kreeg schilderles van zijn vader Willem Hamel, een succesvolle schilder uit de nabloei van de Haagse School, die voornamelijk landschappen met schapen schilderde. Ook bezocht hij de Koninklijke Academie van Beeldende Kunsten in Den Haag.
Hamel was tevens acteur. Zo speelde hij in 1915 een rol in Ontmaskerd, een van de eerste Nederlandse stomme films. Daarnaast werkte hij als figurant en acteur bij diverse toneelgezelschappen, waaronder Het Hollandsch Toneel van Willem Royaards, Comoedia, en het Hofstad Tooneel van Cor van der Lugt Melsert. In 1920 maakte hij bekend daar minder dan het minimumloon te verdienen. Wegens problemen met zijn gehoor gaf hij het acteren in 1928 goeddeels op.
In de jaren twintig maakte Hamel met Wim Schuhmacher reizen naar Italië (o.a. San Gimignano), Spanje, en Frankrijk (o.a. Corsica). Op Corsica werkte Hamel ook samen met de kunstschilder Jelle Troelstra, die hij daar rond 1923 had ontmoet.
Jack Hamel was in de jaren dertig een gevierd kunstenaar, die veel aandacht kreeg in de pers. Hij had solo-exposities bij vooraanstaande kunsthandels als Bennewitz, Vecht en Van Lier. Hamel nam geregeld deel aan groepstentoonstellingen van de kunstenaarsverenigingen Arti et Amicitiae in Amsterdam, De Haagse Kunstkring en de Gooise Schildersvereniging.
Tijdens de Tweede Wereldoorlog woonde Hamel in Hilversum, waar hij teken- en schilderles gaf.
In 1947 liet hij zijn atelierbezit veilen en ruilde hij zijn huis voor een boot. Hamel voer naar o.a. Utrecht, Gorinchem, Nijmegen en Maastricht. Het gedroomde reisdoel was Bali, maar in Maastricht strandde de boot met motorpech. Hamel keerde met zijn gezin terug naar Den Haag. Rond 1950 werd hij ziek en verkocht hij de boot. In 1951 overleed hij op 60-jarige leeftijd in Ziekenhuis Zuidwal.
In 1954 werd zijn werk, samen met dat van Job Hansen en diens zoon, getoond in het Stedelijk Museum in Amsterdam.
In 1983 was zijn werk nog een keer te zien bij Stichting Perspectief in Amsterdam.
In 2013 verscheen een website over Jack Hamel met als doel zijn werk opnieuw onder de aandacht te brengen.
Hamel heeft lesgegeven aan Jan van der Leest, Andries van Gool, Nico Schiffers en Bob Verstraete.
Zijn zoons traden in zijn voetsporen. Vincent en Niels werden schilder; Maxim en Jules acteur.

## Werk
Het oeuvre van Jack Hamel bestaat uit schilderijen, aquarellen, gouaches en tekeningen. Hamels onderwerpkeuze was divers: stads- en havengezichten, (heide)landschappen, stillevens, naakten, figuurstukken en portretten.
Zijn kleurgebruik varieert van tamelijk donker in sommige portretten tot helder in het zuidelijke werk.
Nu eens schilderde hij zeer nauwkeurig en glad, dan weer maakte hij schilderijen met een duidelijk waarneembare penseelstreek.
In Zuid-Europa boeiden hem de onregelmatig gebouwde huizen met hun kleine vensters, luikjes en balkons. Hij schilderde de stadjes en dorpjes als tegen de heuvels gestapelde blokjes. Ook de kronkelende straatjes met trappen en poortbogen legde hij graag vast. Deze elementen geven zijn zuidelijke werk een duidelijke structuur.
In Nederland werd hij getroffen door de weidsheid van het landschap, de dramatische luchten en het bijzondere licht.
Zijn stillevens vallen op door een zorgvuldige stofuitdrukking. In zijn naakten verhulde hij niets en besteedde hij veel aandacht aan de weergave van de huid. Hij maakte graag gebruik van zwarte (naakt)modellen, in navolging van Jan Sluijters en Kees van Dongen. In zijn stadsgezichten legde hij de nadruk op de architectuur. De mens speelt op deze doeken geen of slechts een kleine rol.

## Waardering
Hamels werk werd in de pers over het algemeen gunstig besproken. Waardering was er voor zijn bijzondere kleurgebruik, zijn vermogen het (zuidelijke) licht te vangen en voor zijn durf compositorisch moeilijke onderwerpen aan te pakken. Zijn werk werd ‘viriel’ en ‘fris’ genoemd. Zijn zuidelijke werk oogstte de meeste lof.

## Filmografie
- 1915 - Ontmaskerd, Henri d'Alba
- 1916 - La Renzoni, onbekend
- 1924 - Amsterdam bij nacht, huisschilder